# Pachybrachis luridus
Pachybrachis luridus är en skalbaggsart som först beskrevs av Fabricius 1798.  Pachybrachis luridus ingår i släktet Pachybrachis och familjen bladbaggar. Inga underarter finns listade i Catalogue of Life.